# Vladimir Timofejevič Piksanov
Svatý Vladimir Timofejevič Piksanov (10. červencejul./ 22. července 1872greg., Spasskoje – 20. březnajul./ 2. dubna 1918greg., Pavlovka) byl ruský jerej Ruské pravoslavné církve a mučedník.

## Život
Narodil se 10. července 1872 ve vesnici Spasskoje ve Volském ujezdu Saratovské gubernie v rodině kněze Timofeje Piksanova. Byl bratrem Alexije Piksanova, kněze chrámu Pokrova přesvaté Bohorodice ve vesnici Akatnaja Maza.
Roku 1892 dokončil kurz na Saratovském duchovním semináři a 16. července téhož roku se stal psalomščikem (žalmista) ve vesnici Alexejevka ve Chvalynském ujezdu Saratovské gubernie s povinností pomáhat farnímu knězi v rozhovorech se schizmatiki. Zároveň se stal učitelem na místně základní škole.
Roku 1893 se oženil s Annou Petrovnou (nar. 1877). Přesně datum svatby není známo ale oddací list byl napsán 27. září 1893. Spolu měli dceru Zinaidu (nar. 1899).
Dne 17. prosince 1893 byl biskupem saratovským a caricynským Avraamijem (Letnickým) rukopoložen na jereje. Stal se knězem chrámu ve vesnici Novospasskoje ve Chvalynském ujezdu.
Dne 24. ledna 1899 mu bylo uděleno právo nosit nábederník.
Dne 28. listopadu 1899 byl otec Vladimir převeden do služby v chrámu Vzkříšení Krista ve vesnici Pavlovka.
Dne 8. ledna 1900 byl jmenován učitelem Zákona Božího Pavlovského dvoutřídního učiliště. Když byla otevřena Pavlovská církevní dvoutřídní škola, stal se učitelem Zákona Božího i zde.
Dne 30. května 1900 se stal asistentem blagočinného (děkana) na blahočinském sjezdu 3. okruhu Chvalynského ujezdu.
Dne 4. února 1903 mu bylo uděleno právo nosit sametově fialovou skufii.
Dne 12. března 1904 byl jmenován představeným chrámu Povýšení svatého Kříže města Chvalynsk ale po své prosbě byl ponechán na svém původním místě.
Roku 1913 se stal předsedou Chvalynského ujezdního odboru Saratovské eparchiální školní rady.
Byl dobrým kazatelem. Mezi vesničany se těšil vysoké prestiži. Bylo s ním zacházeno jako se vzdělaným a rozumným člověkem.
Na jaře 1918 dorazilo do Oavlovky několik Rudých gard, které místní obyvatelé odzbrojili. O několik dní později byl do Pavlovky poslán represivní oddíl Rudé gardy v počtu asi 650 lidí a později posíleny na 800 lidí. Tím začali výrazné represe.
Večer 2. dubna přišlo do domu otce Vladimira několik rudých gardistů. Otec Vladimir jim dal jídlo a pití, po večeři mu oznámili že ho zatýkají. Ve 22 hodin jej odvedli do budovy úřadu orgánu volosti. Co se stalo potom, není podrobně známo. Ví se to, že otce Vladimira přivezli domů ve tři hodiny ráno, strašně zbitého bičem. Zůstal doma až do rána. Ráno 3. dubna k němu přišli opět rudí gardisté a odvedl ho znovu na úřad volosti. Při odvedení si nestihl sundat epitrachelion a lze předpokládat že své poslední ráno strávil v modlitbě. Gardisté se otci Vladimirovi cestou vysmívali a tuto šikanu snášel s pokorou. Sledující dav se zlobil a zvolával nesouhlas a mnoho žen také plakalo. Gardisté urychlili chůzi, jelikož se báli hněvu davu.
Když došli před chrám, otec Vladimir se podíval svým vrahům do očí, pokřižoval se a řekl: Pane! Vezmi si mou duši., poté byl zastřelen.
Gardisté mu po smrti sundali boty. Jistá soucitná žena mu vložila po hlavu jeho klobouk a druhá mu srovnala ruce. Farníci a příbuzní chtěli tělo zavražděného kněze odvézt ale nebylo jim to umožněno. Po mnoha žádostech se rozhodli tělo odvézt do domu kněze. Po dvou dnech byl pohřben u chrámu. Pohřební služba se konala doma jelikož v chrámu byla zakázána.
V reakci na dotaz eparchiální rady adresovaného Saratovskému výkonnému výboru z důvodu vraždy kněze a žádosti o ochranu osob, stavu a svobody pravoslavných kněží obdrželi od Chvalynských ujezdních orgánů odpověď, že kněz Vladimir byl zabit náhodně během přestřelky.

## Kanonizace
Dne 15. července 2016 jej Ruská pravoslavná církev svatořečila jako mučedníka a byl zařazen mezi Sbor všech novomučedníků a vyznavačů ruských.
Jeho svátek je připomínán 2. dubna (20. března – juliánský kalendář).